# Saint-Mars-du-Désert (Mayenne)
Saint-Mars-du-Désert é uma comuna francesa na região administrativa da Pays de la Loire, no departamento de Mayenne. Estende-se por uma área de 11,87 km². Em 2010 a comuna tinha 171 habitantes (densidade: 14,4 hab./km²).